# آبسرد (خفر)
آبسرد، روستایی در دهستان سفیدار بخش مرکزی شهرستان خفر در استان فارس ایران است.

## جمعیت
بر پایه سرشماری عمومی نفوس و مسکن در سال ۱۳۹۵، جمعیت این روستا برابر با ۱٬۲۱۰ نفر (۴۳۴ خانوار) بوده است.